# Moto de pompier

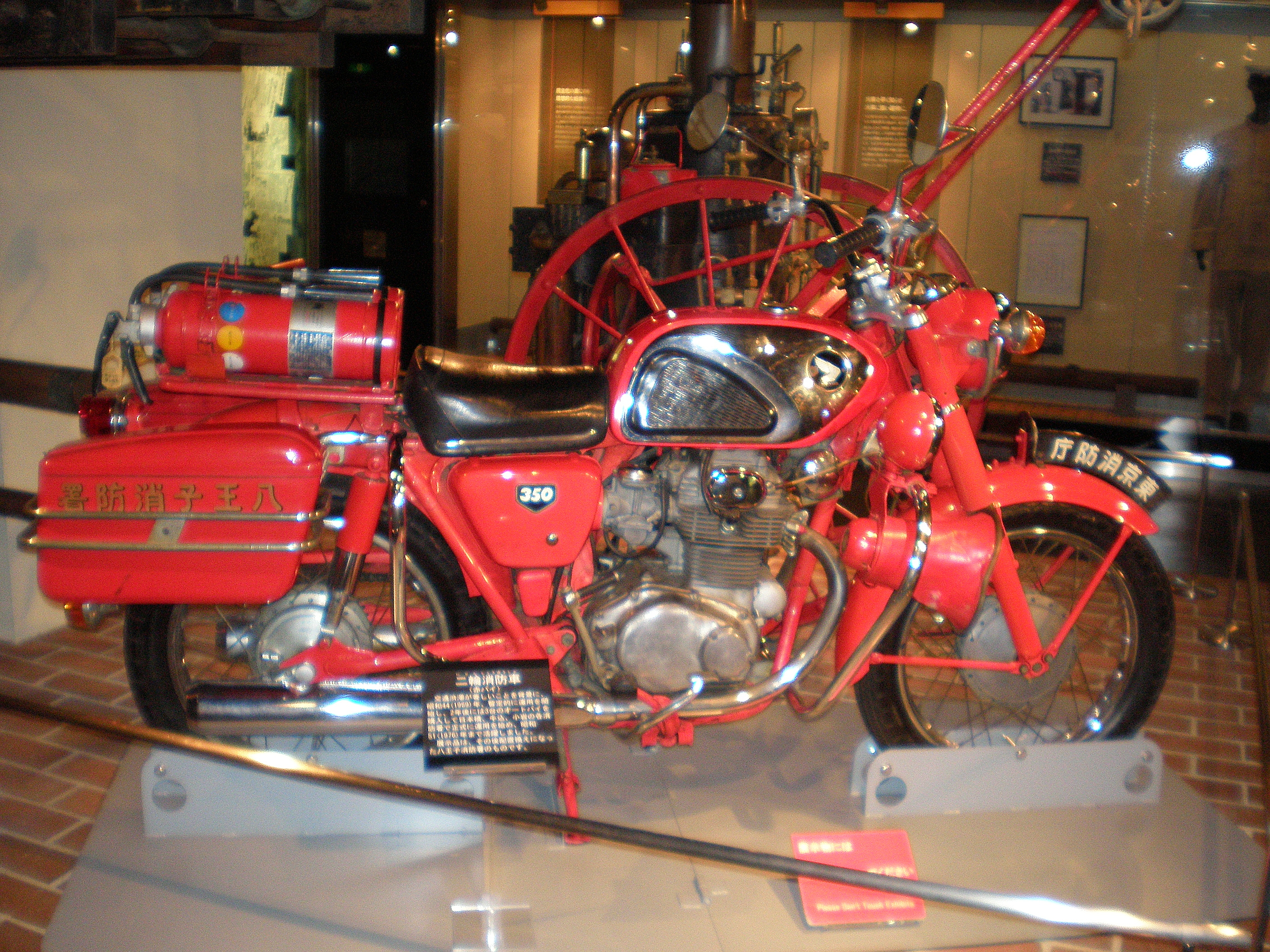
Une moto de pompier au Musée du feu de Tokyo, au Japon.

Une moto de pompier est une moto utilisée par un service d'incendie. Plusieurs pays dans le monde utilisent des motos de pompiers, souvent pour éviter les embouteillages, et l'équipement transporté va du simple extincteur au pistolet à jet avec lance à incendie. Les pompiers utilisent également les motos de pompiers pour offrir des soins médicaux. Au Royaume-Uni, les motos de pompiers sont utilisées par certains services d'incendie dans le cadre de campagnes de sensibilisation à la sécurité routière. 